# Аллен, Генри Туреман
Генри Туреман Аллен (англ. Henry Tureman Allen; 13 апреля 1859[…], Sharpsburg, Кентукки — 29 августа 1930 или 30 августа 1930, Buena Vista, Пенсильвания) — американский военный деятель, путешественник, исследователь реки Коппер, Танана и Коюкук.
Служил военном атташе в Российской Империи (1890—1895) и Германии (1897—1898). Участник Испано-американской войны.

## Биография

### Ранние годы
Генри Аллен родился 13 апреля 1859 года в городе Шарпсбург, тринадцатым ребёнком в семье Сусаны и Санфорда Аллен. После учёбы в военной академии Пикс Милл, поступил в Джорджтаунский колледж. Затем был зачислен в Военную академию США в городе Уэст-Пойнт (Нью-Йорк). После окончания академии (в 1882 году) он был назначен в кавалерийский полк.
С 1888 по 1890 годы работал инструктором в Уэст-Пойнт. Проходил службу на диком западе в форте Кио. Служил военном атташе в Российской Империи (1890—1895) и Германии (1897—1898).

### Исследование Аляски
30 января 1885 года в сопровождении двух сержантов сигнального корпуса, Робинзона и Фике, оставил Сан-Франциско, пристал к устью Коппер, поднялся вверх по её течению до слияния её обоих источников на юго-западе от вулкана Врангеля, затем направился по западному источнику реки и дошел до самого его начала, исследовав также и его приток Читину. Он перешел также и покрытую снегом центральную цепь Аляски, проехал по Танане до впадения её в Юкон, которого он достиг в июле 1885.
Затем переправился через горную цепь к северу от Юкона, так называемые Юконские горы, дошел до Коюкук, и поднимался вверх по его течению на протяжении 280 км. После этого спустился в обратный путь по Юкону в залив Нортон. Топографические заметки, так же как его геологические исследования, констатирующие присутствие угля, золота и серебра, а особенно медной и железной руды, его измерения высоты и метеорологические наблюдения принесли много материала для изучения Аляски.
За «интересное сообщеніе о путешествіи его въ 1885 году по территоріи Аляскѣ» был награждён серебряной медалью Русского географического общества.

## Память
- Город Гленналлен, Аляска назван в честь Аллена и Эдвина Гленна[14].